# Aspartam
Aspartam (APM) umjetni je, nesaharidni zaslađivač koji se koristi kao zamjena šećeru u nekoj hrani i piću. U Europskoj uniji, označava se kao E951. Aspartam je metilni ester asparaginske kiseline/fenilalanin dipeptid.
Stručna komisija koju je sastavila Europska agencija za sigurnost hrane (EFSA) 2013. je godine zaključila da je aspartam siguran za ljudsku upotrebu pri trenutnim razinama izoženosti. Dokazi iz 2017. ne podupiru dugoročnu korist pri mršavljenju ili kod dijabetesa. Pošto proizvodi razgradnje sadrže fenilalanin, ljudi koji pate od fenilketonurije (PKU) moraju biti oprezni po pitanju ovog aditiva.
Izvorno se prodavao pod imenom NutraSweet. Prvi put je sintetiziran 1965. godine, 1981. ga je Uprava za hranu i lijekove Sjedinjenih Država (FDA) odobrila za uporabu u prehrambenim proizvodima, a 1992. mu je istekao patent. Sigurnost aspartama bila je predmet nekoliko političkih i zdravstvenih polemika, kongresnih saslušanja Sjedinjenih Država te internetskih obmana.

## Kemijski sastav
Aspartam je metil ester dipeptida prirodnih aminokiselina L-asparaginske kiseline i L-fenilalanina. On je bijeli kristalni prah, koji ima slatki okus i nema miris. U jako kiselom ili lužnatom okruženju hidrolizira do metanola. Pod otežanim uvjetima, hidrolizira se peptidna veza i rezultat toga su slobodne aminokiseline. Aspartam je nepolarna molekula.
Na tržištu se koriste samo dva načina sinteze. Postoje i drugi načini, ali ih vlasnici kriju. Proizvodi se kemijskom sintezom iz asparaginske kiseline, fenilalanina i metanola.

## Otkriće i proizvodnja
Aspartam je slučajno otkrio američki kemičar James M. Schlatter 1965., koji je radio u laboratoriju "Searle & Company". Schlatter je sintetizirao aspartam u proizvodnji lijeka protiv čira na želucu. Nakon jedne nesreće polizao je prst i otkrio slatki okus aspartama. Nakon neočekivanog otkrića uslijedila su brojna druga istraživanja. 
Proizvodila ga je tvrtka "G.D. Searle". Godine 1984., "Monsanto" je kupio tu tvrtku, koja je tada bila podijeljena na dvije samostalne podružnice: "Searle Pharmaceuticals" i "NutraSweet". Proizvodnja aspartama postala je dio "NutraSweet-a". Kupila ga je tvrtka "J. W. Childs" 2000. godine. Od 1987. u Europi i od 1992. u SAD-u i drugi proizvođači smiju proizvoditi aspartam, jer je istekao monopol na patent. 